# European Football League 2018
La European Football League 2018 è stata la quinta edizione dell'omonimo torneo di football americano non organizzata dalla EFAF. La sua finale è denominata EFL Bowl V.
Ha avuto inizio il 24 marzo e si è conclusa il 9 giugno con la finale di Sesto San Giovanni vinta per 43-42 dai tedeschi Potsdam Royals sugli italiani Seamen Milano.

## Squadre partecipanti
| Club                     | Città            | Stadio               | Sponsor ufficiale | Risultato nella stagione 2017                    |
| ------------------------ | ---------------- | -------------------- | ----------------- | ------------------------------------------------ |
| Badalona Dracs           | Badalona         |                      |                   | Campioni di Spagna                               |
| Black Panthers de Thonon | Thonon-les-Bains | Stadio Joseph Moynat |                   | Vicecampioni di Francia; vincitori dell'EFL Bowl |
| Brussels Tigers          | Bruxelles        |                      |                   | Vicecampioni del Belgio                          |
| Calanda Broncos          | Coira            |                      |                   | Campioni di Svizzera                             |
| Potsdam Royals           | Potsdam          |                      |                   | Primo posto in GFL2 Nord                         |
| Seamen Milano            | Milano           |                      |                   | Campioni d'Italia                                |

## Stagione regolare

### Calendario

#### 1ª giornata
| Santa Coloma de Gramenet 24 marzo 2018, ore 18:00 | Badalona Dracs | 10 – 23 (0-0 3-3 0-14 7-6) referto | Seamen Milano | Camp Municipal de Badalona Sud |

#### 2ª giornata
| Thonon-les-Bains 14 aprile 2018, ore 18:00 | Black Panthers de Thonon | 20 – 37 (7-0 6-14 0-14 7-9) referto | Badalona Dracs | Stade Joseph-Moynat |

| Evere 15 aprile 2018, ore 14:00 | Brussels Tigers | 0 – 72 (0-30 0-14 0-14 0-14) referto | Potsdam Royals | Complexe sportif |

#### 3ª giornata
| Coira 29 aprile 2018, ore 14:00 | Calanda Broncos | 39 – 0 (23-0 7-0 7-0 2-0) referto | Brussels Tigers | Stadion Ringstrasse |

#### 4ª giornata
| Sesto San Giovanni 12 maggio 2018, ore 20:00 | Seamen Milano | 49 – 3 (14-3 21-0 7-0 7-0) referto | Black Panthers de Thonon | Stadio Ernesto Breda |

#### 5ª giornata
| Potsdam 27 maggio 2018, ore 14:00 | Potsdam Royals | 33 – 31 (0-7 7-3 14-7 12-14) referto | Calanda Broncos | Luftschiffhafen |

### Classifica
La classifica della regular season è la seguente:
- PCT = percentuale di vittorie, G = partite giocate, V = partite vinte, P = partite perse, PF = punti fatti, PS = punti subiti
- La qualificazione all'Eurobowl è indicata in verde

#### Girone A
| Pos. | Squadra         | PCT   | G | V | P | PF  | PS  |
| ---- | --------------- | ----- | - | - | - | --- | --- |
| 1    | Potsdam Royals  | 1.000 | 2 | 2 | 0 | 105 | 31  |
| 2    | Calanda Broncos | .500  | 2 | 1 | 1 | 70  | 33  |
| 3    | Brussels Tigers | .000  | 2 | 0 | 2 | 0   | 111 |

#### Girone B
| Pos. | Squadra                  | PCT   | G | V | P | PF | PS |
| ---- | ------------------------ | ----- | - | - | - | -- | -- |
| 1    | Seamen Milano            | 1.000 | 2 | 2 | 0 | 72 | 13 |
| 2    | Badalona Dracs           | .500  | 2 | 1 | 1 | 47 | 43 |
| 3    | Black Panthers de Thonon | .000  | 2 | 0 | 2 | 23 | 86 |

## EFL Bowl V
| Sesto San Giovanni 9 giugno 2018, ore 19:00 | Potsdam Royals | 43 – 42 | Seamen Milano | Stadio Ernesto Breda |

## Verdetti
- Potsdam Royals Vincitori dell'EFL Bowl V